# Ebba Holm
Ebba Regitze Ellida Holm, (født 29. maj 1889 på Frederiksberg, død 30. november 1967 i København) var en dansk maler og grafiker. Hun er begravet på Tibirke Kirkegård. Forældrene var kontorist, løjtnant, senere grosserer Carl Gustav Adolph Holm og Olga Marie Jensen.

## Uddannelse
Ebba Holm fik i sin opvækst en solid kulturel baggrund. Hun udviklede samtidig kunstneriske evner og begyndte allerede som 17-årig i 1906 at modtage undervisning på Vilhelmine Bangs tegneskole.
Herfra dimitteredes hun i 1908 til Kunstakademiet, hvor hun gik hos lærerne Otto Bache, Valdemar Irminger og Sigurd Wandel. Herefter lærte hun freskomaleri hos Joakim Skovgaard. Hun tog afgang som maler fra Kunstakademiet i 1913.

## Kunstnerisk praksis
De tidlige oliemalerier havde en motivkreds bestående af interiører, blomster, landskaber og portrætter samt bibelske emner. Et hovedværk fra tiden er Portræt af min søster fra 1914. Maleriet viser inspiration fra ældre italienske portrætter, og Italien var eet af hendes foretrukne rejsemål. Her foretog hun adskillige ophold og studerede italiensk renæssance- og barokkunst, samtidig med at hun malede landskaberne og byerne.
Ebba Holm arbejdede videre med grafik, og det er inden for denne genre, at hun for alvor har gjort sig gældende. Hovedværkerne er de enkle monumentale Danteillustrationer samt træsnit af helgener. I 1928 udkom Johannes Jørgensens Dantestemninger med fire træsnit. Ebba Holm havde i en årrække udført over 100 linoleumssnit til oversættelsen Dante Alighieris guddommelige Komedie. For denne indsats belønnedes hun med Dante Alighieris Sølvmedalje. I Italien modtog hun ligeledes en sølvmedalje for seks træsnit med franciskanske motiver, udstillet på en international udstilling af franciskansk kunst i Assisi.
Et fagområde, som Ebba Holm yderligere kom til at beskæftige sig særdeles med, var kunsthåndværk. Hun arbejdede fortsat med bogillustrationer og med exlibris. Gengivelse af hendes topografiske exlibris findes i Poul A. Andersens udgivelse Danske Topografiske Exlibris fra 1970. Herudover beskæftigede hun sig på højt professionelt kunstnerisk niveau med udkast til bogbind, forsatspapir og adresser, udført hos bogbinder Anker Kyster.Ydermere dekorerede hun keramik, lavede sølvarbejder og skitserede forlæg til korsstingsbroderier, som blev udført af søsteren Ulla Holm. Nogle af broderierne var blandt de værker, som Ebba Holm udstillede på Kvindelige Kunstneres Samfunds udstilling Dansk - Norsk - Svensk Kunsthaandværk i Kunstindustrimuseet 23. oktober-21. november 1926. Det drejede sig om seks broderier med motiverne: Hjærter. Ørne. Hjorte. brunt og hvidt. rød Blomst og Fugl i Ranker.

## Rejser og udlandsophold
- 1910, 1911 og 1912 Tyskland
- 1913, 1921, 1926, 1930, 1932, 1935, 1939 Italien
- 1925, 1929 Paris
- 1931, 1932 Bad Gastein

## Stillinger og hverv
Medarbejder ved tidsskriftet Xilografia 1924-1926

## Stipendier og udmærkelser
- 1911 Akademiet
- 1927 sølvmedalje i Assisi
- 1929 K. A. Larssen
- 1929 Dante Alighieris sølvmedalje

## Udstillinger
- 1909, 1912 Unge Kunstneres Forbund
- 1913-1947 og 1949-1967 Charlottenborg Forårsudstilling
- 1917-1918, 1925, 1931, 1937 Grafisk Kunstnersamfund
- 1920 Kvindelige Kunstneres Samfunds Retrospektive Udstilling, København
- 1922,1928,1937 Charlottenborgs Efterårsudstilling
- 1927 International Udstilling for franciskansk Kunst, Assisi
- 1933 Firenze
- 1929 Det danske Kunststævne, Forum
- 1930 Kvindelige Kunstneres Samfund
- 1938 Nordisk Grafik Union, London
- 1981 Vandfarvesocietetet i Viborg
- 1925, 1932 Kunstsalen, København (separatudstillinger)

## Værker i offentlig eje
Repræsenteret i Kobberstiksamlingen på Statens Museum for Kunst og på Det Kongelige Bibliotek.
Har udført grafiske illustrationer til:
- 1928 Johannes Jørgensen: Dantestemninger
- 1929 Dantes guddommelige Komedie
- 1931 Sophus Michaëlis: Abailard og Heloise